# 雷·兰普
雷蒙德·G·兰普（英語：Raymond G. Lumpp，1923年7月11日—2015年1月16日），美国NBA联盟前职业篮球运动员。他曾代表国家队在1948年夏季奥林匹克运动会上获得男子篮球项目冠军。